# Giovanna Sterburina
Giovanna Sterburina (Jezerce, Croàcia, 1949 - San Gimignano, Itàlia, 1985) fou una compositora de música clàssica contemporània de la segona meitat del segle xx.
Nasqué en una família d'artistes (mare escultora i pare arpista) que la va introduir de manera primerenca a la música. Aprengué a tocar la viola i el piano i fou precoç en la composició, ja que a l'edat de 7 anys ja havia conclòs la seva primera obra per a viola sola. Com a conseqüència de la mort de la seva mare, l'any 1962, cau en una profunda depressió i es tanca, durant dos anys, a l'estudi de la seva mare. Després d'aquest període, s'inicia una nova etapa protagonitzada pels viatges arreu d'Europa. És llavors quan pren contacte amb Scelsi (la seva principal influència musical malgrat les diferències d'estil) i el seu cercle. A causa del deteriorament de la seva salut majoritàriament afectada per l'esquizofrènia, torna al poble on havia crescut i mor als 36 anys.
El seu estil és orquestral, busca aprofitar al màxim els recursos dels instruments i les qualitats tímbriques. Es basa en la repetició de motius en diferents transposicions, inversions, retrogradacions i en el seu desenvolupament.

## Obra
- Pastorale et ucelli (1956), solo viola
- Sonata per a arpa, viola, trompeta i percussió (1962)
- Suite per a viola sola (1966)
- Sonata per a piano (1969)
- Suite per a piano i arpa de piano (1972)
- Concert per a viola i orquestra (1978)
- Simfonia núm.1 "Canticum" (1985)